# Club Esportiu Mediterrani
Club Esportiu Mediterrani é um clube de polo aquático espanhol da cidade de Barcelona. atualmente na Divisão de Honra.'

## História
O Club Esportiu Mediterrani foi fundado em 1931.

## Títulos
- Copa do Rei
  - 1993